# Élections cantonales de 1992 en Charente-Maritime
Les élections cantonales ont eu lieu les 22 et 29 mars 1992.
Lors de ces élections, 26 des 51 cantons de la Charente-Maritime ont été renouvelés. Elles ont vu la reconduction de la majorité UDF dirigée par François Blaizot, président du conseil général depuis 1985.

## Résultats à l’échelle du département
Répartition départementale des résultats (2e tour).
- PS (21,41 %)
- PRG (9,22 %)
- Majorité (3,87 %)
- RPR (33,17 %)
- UDF (15,6 %)
- DVD (16,12 %)
- FN (0,62 %)

| Étiquette      | Étiquette                          | Premier tour | Premier tour | Second tour | Second tour | Sièges |
| Étiquette      | Étiquette                          | Voix         | %            | Voix        | %           | Sièges |
| -------------- | ---------------------------------- | ------------ | ------------ | ----------- | ----------- | ------ |
|                | Parti socialiste                   | 22 328       | 17,59        | 19 615      | 21,41       | 5      |
|                | Parti communiste français          | 9 154        | 7,21         |             |             |        |
|                | Parti radical de gauche            | 7 591        | 5,98         | 8 445       | 9,22        | 2      |
|                | Majorité présidentielle            | 5 223        | 4,12         | 3 545       | 3,87        | 2      |
|                | Extrême gauche                     | 261          | 0,21         |             |             |        |
| Gauche         | Gauche                             | 44 557       | 35,11        | 31 605      | 34,50       | 9      |
|                |                                    |              |              |             |             |        |
|                | Rassemblement pour la République   | 24 886       | 19,61        | 30 389      | 33,17       | 8      |
|                | Union pour la démocratie française | 18 842       | 14,85        | 14 296      | 15,60       | 6      |
|                | Divers droite                      | 15 886       | 12,52        | 14 767      | 16,12       | 3      |
|                | Front national                     | 11 420       | 9,00         | 572         | 0,62        | 0      |
| Droite         | Droite                             | 71 034       | 55,98        | 60 024      | 65,50       | 17     |
|                |                                    |              |              |             |             |        |
|                | Les Verts                          | 11 333       | 8,93         |             |             |        |
|                |                                    |              |              |             |             |        |
| Inscrits       | Inscrits                           | 197 177      | 100,00       | 166 946     | 100,00      |        |
| Abstention     | Abstention                         | 62 897       | 31,90        | 67 015      | 40,14       |        |
| Votants        | Votants                            | 134 280      | 68,10        | 99 931      | 59,86       |        |
| Blancs et nuls | Blancs et nuls                     | 7 356        | 5,48         | 8 302       | 8,31        |        |
| Exprimés       | Exprimés                           | 126 924      | 94,52        | 91 629      | 91,69       |        |

## Résultats par canton

### Canton d'Aigrefeuille-d'Aunis
| Candidats      | Candidats         | Étiquette      | Premier tour | Premier tour | Second tour | Second tour |
| Candidats      | Candidats         | Étiquette      | Voix         | %            | Voix        | %           |
| -------------- | ----------------- | -------------- | ------------ | ------------ | ----------- | ----------- |
|                | Claude Prouet     | DVD            | 1 573        | 36,00        | 1 874       | 48,42       |
|                | Bernard Marchand  | PS             | 1 224        | 28,02        | 1 996       | 51,58       |
|                | Patrick Albert    | Verts          | 553          | 12,66        |             |             |
|                | Boris Rabillon    | FN             | 419          | 9,59         |             |             |
|                | Marc Autrusseau   | PCF            | 338          | 7,74         |             |             |
|                | Paul Bertounesque | UDF            | 262          | 6,00         |             |             |
|                |                   |                |              |              |             |             |
| Inscrits       | Inscrits          | Inscrits       | 6 713        | 100,00       | 6 713       | 100,00      |
| Abstention     | Abstention        | Abstention     | 2 018        | 30,06        | 2 542       | 37,87       |
| Votants        | Votants           | Votants        | 4 695        | 69,94        | 4 171       | 62,13       |
| Blancs et nuls | Blancs et nuls    | Blancs et nuls | 326          | 6,94         | 301         | 7,22        |
| Exprimés       | Exprimés          | Exprimés       | 4 369        | 93,06        | 3 870       | 92,78       |

### Canton d'Archiac
| Candidats      | Candidats         | Étiquette      | Premier tour | Premier tour |
| Candidats      | Candidats         | Étiquette      | Voix         | %            |
| -------------- | ----------------- | -------------- | ------------ | ------------ |
|                | Jean-Albert Robin | RPR            | 1 969        | 55,08        |
|                | Pierre Babin      | PS             | 917          | 25,65        |
|                | Yves Guenoux      | DVD            | 289          | 8,08         |
|                | Francis Bodin     | PCF            | 231          | 6,46         |
|                | Alain Bellu       | FN             | 169          | 4,73         |
|                |                   |                |              |              |
| Inscrits       | Inscrits          | Inscrits       | 4 893        | 100,00       |
| Abstention     | Abstention        | Abstention     | 1 172        | 23,95        |
| Votants        | Votants           | Votants        | 3 721        | 76,05        |
| Blancs et nuls | Blancs et nuls    | Blancs et nuls | 146          | 3,92         |
| Exprimés       | Exprimés          | Exprimés       | 3 575        | 96,08        |

### Canton de Burie
| Candidats      | Candidats              | Étiquette      | Premier tour | Premier tour | Second tour | Second tour |
| Candidats      | Candidats              | Étiquette      | Voix         | %            | Voix        | %           |
| -------------- | ---------------------- | -------------- | ------------ | ------------ | ----------- | ----------- |
|                | Michel Cheneau*        | PS             | 1 543        | 48,35        | 1 812       | 61,26       |
|                | Yannick Chartier       | UDF            | 692          | 21,69        | 1 146       | 38,74       |
|                | Jacques Regnier        | RPR            | 395          | 12,38        |             |             |
|                | Nicole Delourme Jensen | Verts          | 238          | 7,46         |             |             |
|                | Pascal Cloez           | FN             | 178          | 5,58         |             |             |
|                | Patrice Sallafranque   | PCF            | 145          | 4,54         |             |             |
|                |                        |                |              |              |             |             |
| Inscrits       | Inscrits               | Inscrits       | 4 627        | 100,00       | 4 627       | 100,00      |
| Abstention     | Abstention             | Abstention     | 1 270        | 27,45        | 1 531       | 33,09       |
| Votants        | Votants                | Votants        | 3 357        | 72,55        | 3 096       | 66,91       |
| Blancs et nuls | Blancs et nuls         | Blancs et nuls | 166          | 4,94         | 138         | 4,46        |
| Exprimés       | Exprimés               | Exprimés       | 3 191        | 95,06        | 2 958       | 95,54       |

*sortant

### Canton de Loulay
| Candidats      | Candidats        | Étiquette      | Premier tour | Premier tour |
| Candidats      | Candidats        | Étiquette      | Voix         | %            |
| -------------- | ---------------- | -------------- | ------------ | ------------ |
|                | Camille Furgier* | PS             | 1 407        | 51,18        |
|                | Pierre Potin     | UDF            | 891          | 32,41        |
|                | Lisebelle Saxe   | Verts          | 189          | 6,88         |
|                | Simone Roy       | PCF            | 139          | 5,06         |
|                | Gerard Vignau    | FN             | 123          | 4,47         |
|                |                  |                |              |              |
| Inscrits       | Inscrits         | Inscrits       | 4 066        | 100,00       |
| Abstention     | Abstention       | Abstention     | 1 159        | 28,50        |
| Votants        | Votants          | Votants        | 2 907        | 71,50        |
| Blancs et nuls | Blancs et nuls   | Blancs et nuls | 158          | 5,44         |
| Exprimés       | Exprimés         | Exprimés       | 2 749        | 94,56        |

*sortant

### Canton de Marans
| Candidats      | Candidats           | Étiquette      | Premier tour | Premier tour | Second tour | Second tour |
| Candidats      | Candidats           | Étiquette      | Voix         | %            | Voix        | %           |
| -------------- | ------------------- | -------------- | ------------ | ------------ | ----------- | ----------- |
|                | Bernard Bouchereau* | DVD            | 1 682        | 39,12        | 2 128       | 57,87       |
|                | Guy Jardonnet       | PS             | 584          | 13,58        | 1 549       | 42,13       |
|                | Bernard Ferrier     | Verts          | 534          | 12,42        |             |             |
|                | Jocelyne Joseph     | PS             | 505          | 11,74        |             |             |
|                | Georges Saunier     | PRG            | 473          | 11,00        |             |             |
|                | Noëlle Quintard     | FN             | 315          | 7,33         |             |             |
|                | Jacques Chaumont    | PCF            | 207          | 4,81         |             |             |
|                |                     |                |              |              |             |             |
| Inscrits       | Inscrits            | Inscrits       | 6 643        | 100,00       | 6 640       | 100,00      |
| Abstention     | Abstention          | Abstention     | 2 088        | 31,43        | 2 650       | 39,91       |
| Votants        | Votants             | Votants        | 4 555        | 68,57        | 3 990       | 60,09       |
| Blancs et nuls | Blancs et nuls      | Blancs et nuls | 255          | 5,60         | 313         | 7,84        |
| Exprimés       | Exprimés            | Exprimés       | 4 300        | 94,40        | 3 677       | 92,16       |

*sortant

### Canton de Marennes
| Candidats      | Candidats           | Étiquette      | Premier tour | Premier tour | Second tour | Second tour |
| Candidats      | Candidats           | Étiquette      | Voix         | %            | Voix        | %           |
| -------------- | ------------------- | -------------- | ------------ | ------------ | ----------- | ----------- |
|                | Pierre-Jean Hay*    | RPR            | 2 088        | 37,49        | 2 737       | 54,69       |
|                | Roger Hattable      | DVD            | 1 724        | 30,96        | 2 268       | 45,31       |
|                | Jean-Pierre Jullion | PS             | 564          | 10,13        |             |             |
|                | Marcel Magnien      | FN             | 496          | 8,91         |             |             |
|                | Jean-Louis Leger    | Verts          | 383          | 6,88         |             |             |
|                | Georges Fernand     | PCF            | 314          | 5,64         |             |             |
|                |                     |                |              |              |             |             |
| Inscrits       | Inscrits            | Inscrits       | 8 871        | 100,00       | 8 871       | 100,00      |
| Abstention     | Abstention          | Abstention     | 2 946        | 33,21        | 3 467       | 39,08       |
| Votants        | Votants             | Votants        | 5 925        | 66,79        | 5 404       | 60,92       |
| Blancs et nuls | Blancs et nuls      | Blancs et nuls | 356          | 6,01         | 399         | 7,38        |
| Exprimés       | Exprimés            | Exprimés       | 5 569        | 93,99        | 5 005       | 92,62       |

*sortant

### Canton de Montendre
| Candidats      | Candidats       | Étiquette      | Premier tour | Premier tour | Second tour | Second tour |
| Candidats      | Candidats       | Étiquette      | Voix         | %            | Voix        | %           |
| -------------- | --------------- | -------------- | ------------ | ------------ | ----------- | ----------- |
|                | Claude Augier*  | DVD            | 1 444        | 43,47        | 1 710       | 50,25       |
|                | Bernard Lalande | PS             | 1 240        | 37,33        | 1 693       | 49,75       |
|                | Patrick Naud    | PCF            | 456          | 13,73        |             |             |
|                | Herve Bonneau   | FN             | 182          | 5,48         |             |             |
|                |                 |                |              |              |             |             |
| Inscrits       | Inscrits        | Inscrits       | 4 810        | 100,00       | 4 810       | 100,00      |
| Abstention     | Abstention      | Abstention     | 1 303        | 27,09        | 1 238       | 25,74       |
| Votants        | Votants         | Votants        | 3 507        | 72,91        | 3 572       | 74,26       |
| Blancs et nuls | Blancs et nuls  | Blancs et nuls | 185          | 5,28         | 169         | 4,73        |
| Exprimés       | Exprimés        | Exprimés       | 3 322        | 94,72        | 3 403       | 95,27       |

*sortant

### Canton de Montlieu-la-Garde
| Candidats      | Candidats          | Étiquette      | Premier tour | Premier tour |
| Candidats      | Candidats          | Étiquette      | Voix         | %            |
| -------------- | ------------------ | -------------- | ------------ | ------------ |
|                | Louis Joanne*      | UDF            | 1 582        | 51,78        |
|                | Dominique Thessier | PS             | 616          | 20,16        |
|                | Bruno Albert       | RPR            | 452          | 14,80        |
|                | Colette Aumonnier  | FN             | 210          | 6,87         |
|                | Yves Bertrand      | PCF            | 195          | 6,38         |
|                |                    |                |              |              |
| Inscrits       | Inscrits           | Inscrits       | 4 751        | 100,00       |
| Abstention     | Abstention         | Abstention     | 1 397        | 29,40        |
| Votants        | Votants            | Votants        | 3 354        | 70,60        |
| Blancs et nuls | Blancs et nuls     | Blancs et nuls | 299          | 8,91         |
| Exprimés       | Exprimés           | Exprimés       | 3 055        | 91,09        |

*sortant

### Canton de Pons
| Candidats      | Candidats             | Étiquette      | Premier tour | Premier tour | Second tour | Second tour |
| Candidats      | Candidats             | Étiquette      | Voix         | %            | Voix        | %           |
| -------------- | --------------------- | -------------- | ------------ | ------------ | ----------- | ----------- |
|                | Fernand Delapeyronnie | RPR            | 2 276        | 38,93        | 2 764       | 49,65       |
|                | Guy Mouillot          | PS             | 1 878        | 32,12        | 2 803       | 50,35       |
|                | Christophe Bultel     | Verts          | 707          | 12,09        |             |             |
|                | Nathalie de Tinguy    | FN             | 501          | 8,57         |             |             |
|                | Michelle Carmouse     | PCF            | 485          | 8,29         |             |             |
|                |                       |                |              |              |             |             |
| Inscrits       | Inscrits              | Inscrits       | 8 784        | 100,00       | 8 777       | 100,00      |
| Abstention     | Abstention            | Abstention     | 2 370        | 26,98        | 2 781       | 31,69       |
| Votants        | Votants               | Votants        | 6 414        | 73,02        | 5 996       | 68,31       |
| Blancs et nuls | Blancs et nuls        | Blancs et nuls | 567          | 8,84         | 429         | 7,15        |
| Exprimés       | Exprimés              | Exprimés       | 5 847        | 91,16        | 5 567       | 92,85       |

### Canton de Rochefort-Nord
| Candidats      | Candidats       | Étiquette      | Premier tour | Premier tour | Second tour | Second tour |
| Candidats      | Candidats       | Étiquette      | Voix         | %            | Voix        | %           |
| -------------- | --------------- | -------------- | ------------ | ------------ | ----------- | ----------- |
|                | André Tessier*  | RPR            | 1 723        | 35,13        | 2 439       | 58,32       |
|                | Michel Fort     | PS             | 1 176        | 23,98        | 1 743       | 41,68       |
|                | Alain Rouxel    | PRG            | 627          | 12,78        |             |             |
|                | Edouard Marteau | FN             | 572          | 11,66        |             |             |
|                | Patrick Lebigre | Verts          | 505          | 10,30        |             |             |
|                | Raphael Sistane | PCF            | 302          | 6,16         |             |             |
|                |                 |                |              |              |             |             |
| Inscrits       | Inscrits        | Inscrits       | 8 150        | 100,00       | 8 152       | 100,00      |
| Abstention     | Abstention      | Abstention     | 2 975        | 36,50        | 3 630       | 44,53       |
| Votants        | Votants         | Votants        | 5 175        | 63,50        | 4 522       | 55,47       |
| Blancs et nuls | Blancs et nuls  | Blancs et nuls | 270          | 5,22         | 340         | 7,52        |
| Exprimés       | Exprimés        | Exprimés       | 4 905        | 94,78        | 4 182       | 92,48       |

*sortant

### Canton de Rochefort-Sud
| Candidats      | Candidats          | Étiquette      | Premier tour | Premier tour | Second tour | Second tour |
| Candidats      | Candidats          | Étiquette      | Voix         | %            | Voix        | %           |
| -------------- | ------------------ | -------------- | ------------ | ------------ | ----------- | ----------- |
|                | Michel Candau*     | UDF            | 1 494        | 40,17        | 2 238       | 79,64       |
|                | Michel Gauchou     | FN             | 495          | 13,31        | 572         | 20,36       |
|                | Christian Quella   | PS             | 481          | 12,93        |             |             |
|                | Jean-Paul Blugeon  | Verts          | 367          | 9,87         |             |             |
|                | Gerard Moreau      | PCF            | 314          | 8,44         |             |             |
|                | Philippe Le Marrec | PRG            | 249          | 6,70         |             |             |
|                | Raymond Dauphin    | PS             | 181          | 4,87         |             |             |
|                | Philippe Noel      | PS             | 138          | 3,71         |             |             |
|                | Daniel Laporte     | DVD            | 0            | 0,00         |             |             |
|                |                    |                |              |              |             |             |
| Inscrits       | Inscrits           | Inscrits       | 6 258        | 100,00       | 6 259       | 100,00      |
| Abstention     | Abstention         | Abstention     | 2 273        | 36,32        | 2 967       | 47,40       |
| Votants        | Votants            | Votants        | 3 985        | 63,68        | 3 292       | 52,60       |
| Blancs et nuls | Blancs et nuls     | Blancs et nuls | 266          | 6,68         | 482         | 14,64       |
| Exprimés       | Exprimés           | Exprimés       | 3 719        | 93,32        | 2 810       | 85,36       |

*sortant

### Canton de La Rochelle-1
| Candidats      | Candidats          | Étiquette      | Premier tour | Premier tour | Second tour | Second tour |
| Candidats      | Candidats          | Étiquette      | Voix         | %            | Voix        | %           |
| -------------- | ------------------ | -------------- | ------------ | ------------ | ----------- | ----------- |
|                | Andrée Renouard*   | PRG            | 1 132        | 31,26        | 1 746       | 60,29       |
|                | Bernard Charrier   | RPR            | 657          | 18,14        | 1 150       | 39,71       |
|                | Jacques Bessière   | PCF            | 614          | 16,96        | Retrait     | Retrait     |
|                | Yvan Poisbeau      | Verts          | 438          | 12,10        |             |             |
|                | Yolande Bak        | FN             | 410          | 11,32        |             |             |
|                | Gabriel Hermouet   | UDF            | 242          | 6,68         |             |             |
|                | Jean-Claude Bonnin | EXG            | 128          | 3,53         |             |             |
|                |                    |                |              |              |             |             |
| Inscrits       | Inscrits           | Inscrits       | 6 010        | 100,00       | 6 010       | 100,00      |
| Abstention     | Abstention         | Abstention     | 2 231        | 37,12        | 2 885       | 48,00       |
| Votants        | Votants            | Votants        | 3 779        | 62,88        | 3 125       | 52,00       |
| Blancs et nuls | Blancs et nuls     | Blancs et nuls | 158          | 4,18         | 229         | 7,33        |
| Exprimés       | Exprimés           | Exprimés       | 3 621        | 95,82        | 2 896       | 92,67       |

*sortant

### Canton de La Rochelle-3
| Candidats      | Candidats                | Étiquette      | Premier tour | Premier tour | Second tour | Second tour |
| Candidats      | Candidats                | Étiquette      | Voix         | %            | Voix        | %           |
| -------------- | ------------------------ | -------------- | ------------ | ------------ | ----------- | ----------- |
|                | Jean-Pierre Chantecaille | PRG            | 783          | 25,79        | 1 133       | 46,78       |
|                | François Jaume*          | RPR            | 663          | 21,84        | 1 289       | 53,22       |
|                | Bernard Songy            | UDF            | 467          | 15,38        | Retrait     | Retrait     |
|                | Gerard Blanchier         | PCF            | 345          | 11,36        |             |             |
|                | Marielle Capitaine       | Verts          | 328          | 10,80        |             |             |
|                | Jean-François Galvaire   | FN             | 317          | 10,44        |             |             |
|                | Alain Simonnet           | EXG            | 133          | 4,38         |             |             |
|                |                          |                |              |              |             |             |
| Inscrits       | Inscrits                 | Inscrits       | 5 371        | 100,00       | 5 371       | 100,00      |
| Abstention     | Abstention               | Abstention     | 2 171        | 40,42        | 2 752       | 51,24       |
| Votants        | Votants                  | Votants        | 3 200        | 59,58        | 2 619       | 48,76       |
| Blancs et nuls | Blancs et nuls           | Blancs et nuls | 164          | 5,13         | 197         | 7,52        |
| Exprimés       | Exprimés                 | Exprimés       | 3 036        | 94,88        | 2 422       | 92,48       |

*sortant

### Canton de La Rochelle-4
| Candidats      | Candidats                  | Étiquette      | Premier tour | Premier tour | Second tour | Second tour |
| Candidats      | Candidats                  | Étiquette      | Voix         | %            | Voix        | %           |
| -------------- | -------------------------- | -------------- | ------------ | ------------ | ----------- | ----------- |
|                | Jean Harel*                | RPR            | 2 203        | 43,49        | 2 803       | 65,83       |
|                | Pierre-Emmanuel Henneresse | PS             | 1 116        | 22,03        | 1 455       | 34,17       |
|                | Alain Bucherie             | Verts          | 603          | 11,91        |             |             |
|                | Maurice Catalan            | FN             | 555          | 10,96        |             |             |
|                | Christian Dessens          | UDF            | 408          | 8,06         |             |             |
|                | Jean-Louis Rolland         | PCF            | 180          | 3,55         |             |             |
|                |                            |                |              |              |             |             |
| Inscrits       | Inscrits                   | Inscrits       | 8 159        | 100,00       | 8 159       | 100,00      |
| Abstention     | Abstention                 | Abstention     | 2 881        | 35,31        | 3 673       | 45,02       |
| Votants        | Votants                    | Votants        | 5 278        | 64,69        | 4 486       | 54,98       |
| Blancs et nuls | Blancs et nuls             | Blancs et nuls | 213          | 4,04         | 228         | 5,08        |
| Exprimés       | Exprimés                   | Exprimés       | 5 065        | 95,96        | 4 258       | 94,92       |

*sortant

### Canton de La Rochelle-5
| Candidats      | Candidats                | Étiquette      | Premier tour | Premier tour | Second tour | Second tour |
| Candidats      | Candidats                | Étiquette      | Voix         | %            | Voix        | %           |
| -------------- | ------------------------ | -------------- | ------------ | ------------ | ----------- | ----------- |
|                | Jack Proust              | PRG            | 2 488        | 37,72        | 3 320       | 56,13       |
|                | Marie-Joseph Veyrac*     | RPR            | 2 229        | 33,79        | 2 595       | 43,87       |
|                | Fabien Desbordes         | Verts          | 758          | 11,49        |             |             |
|                | Jehan de Larochefordiere | FN             | 604          | 9,16         |             |             |
|                | Jean-Louis Bouzon        | PCF            | 517          | 7,84         |             |             |
|                |                          |                |              |              |             |             |
| Inscrits       | Inscrits                 | Inscrits       | 9 929        | 100,00       | 9 930       | 100,00      |
| Abstention     | Abstention               | Abstention     | 3 040        | 30,62        | 3 719       | 37,45       |
| Votants        | Votants                  | Votants        | 6 889        | 69,38        | 6 211       | 62,55       |
| Blancs et nuls | Blancs et nuls           | Blancs et nuls | 293          | 4,25         | 296         | 4,77        |
| Exprimés       | Exprimés                 | Exprimés       | 6 596        | 95,75        | 5 915       | 95,23       |

*sortant

### Canton de La Rochelle-6
| Candidats      | Candidats        | Étiquette      | Premier tour | Premier tour | Second tour | Second tour |
| Candidats      | Candidats        | Étiquette      | Voix         | %            | Voix        | %           |
| -------------- | ---------------- | -------------- | ------------ | ------------ | ----------- | ----------- |
|                | Maxime Bono      | PS             | 1 351        | 34,65        | 1 719       | 54,52       |
|                | Pierre Garang*   | RPR            | 1 157        | 29,67        | 1 434       | 45,48       |
|                | Juliette Libert  | PCF            | 575          | 14,75        |             |             |
|                | Guy Huljack      | Verts          | 433          | 11,11        |             |             |
|                | Paule Sourisseau | FN             | 383          | 9,82         |             |             |
|                |                  |                |              |              |             |             |
| Inscrits       | Inscrits         | Inscrits       | 6 726        | 100,00       | 6 726       | 100,00      |
| Abstention     | Abstention       | Abstention     | 2 619        | 38,94        | 3 304       | 49,12       |
| Votants        | Votants          | Votants        | 4 107        | 61,06        | 3 422       | 50,88       |
| Blancs et nuls | Blancs et nuls   | Blancs et nuls | 208          | 5,06         | 269         | 7,86        |
| Exprimés       | Exprimés         | Exprimés       | 3 899        | 94,94        | 3 153       | 92,14       |

*sortant

### Canton de Royan-Ouest
| Candidats      | Candidats        | Étiquette      | Premier tour | Premier tour | Second tour | Second tour |
| Candidats      | Candidats        | Étiquette      | Voix         | %            | Voix        | %           |
| -------------- | ---------------- | -------------- | ------------ | ------------ | ----------- | ----------- |
|                | Michel Servit    | RPR            | 1 674        | 20,23        | 3 392       | 57,41       |
|                | Henri Le Gueut   | DVD            | 1 627        | 19,66        | 2 516       | 42,59       |
|                | Henry Bugnet     | UDF            | 1 307        | 15,79        | Retrait     | Retrait     |
|                | Michel Merle     | PS             | 1 136        | 13,73        |             |             |
|                | Pascal Markowsky | FN             | 1 055        | 12,75        |             |             |
|                | Pascal Banette   | Verts          | 860          | 10,39        |             |             |
|                | Yves Herviot     | PCF            | 617          | 7,46         |             |             |
|                |                  |                |              |              |             |             |
| Inscrits       | Inscrits         | Inscrits       | 13 013       | 100,00       | 13 013      | 100,00      |
| Abstention     | Abstention       | Abstention     | 4 276        | 32,86        | 5 990       | 46,03       |
| Votants        | Votants          | Votants        | 8 737        | 67,14        | 7 023       | 53,97       |
| Blancs et nuls | Blancs et nuls   | Blancs et nuls | 461          | 5,28         | 1 115       | 15,88       |
| Exprimés       | Exprimés         | Exprimés       | 8 276        | 94,72        | 5 908       | 84,12       |

### Canton de Royan-Est
| Candidats      | Candidats            | Étiquette      | Premier tour | Premier tour | Second tour | Second tour |
| Candidats      | Candidats            | Étiquette      | Voix         | %            | Voix        | %           |
| -------------- | -------------------- | -------------- | ------------ | ------------ | ----------- | ----------- |
|                | Dominique Bussereau* | UDF            | 3 378        | 42,54        | 4 374       | 72,79       |
|                | Gérard Berland       | DVD            | 1 245        | 15,68        | 1 635       | 27,21       |
|                | Jean Davous          | PS             | 1 103        | 13,89        |             |             |
|                | Georges Lafougere    | FN             | 953          | 12,00        |             |             |
|                | Dominique Jarri      | Verts          | 700          | 8,82         |             |             |
|                | Rene Renaudet        | PCF            | 561          | 7,07         |             |             |
|                |                      |                |              |              |             |             |
| Inscrits       | Inscrits             | Inscrits       | 12 727       | 100,00       | 12 726      | 100,00      |
| Abstention     | Abstention           | Abstention     | 4 431        | 34,82        | 5 822       | 45,75       |
| Votants        | Votants              | Votants        | 8 296        | 65,18        | 6 904       | 54,25       |
| Blancs et nuls | Blancs et nuls       | Blancs et nuls | 356          | 4,29         | 895         | 12,96       |
| Exprimés       | Exprimés             | Exprimés       | 7 940        | 95,71        | 6 009       | 87,04       |

*sortant

### Canton de Saint-Genis-de-Saintonge
| Candidats      | Candidats            | Étiquette      | Premier tour | Premier tour |
| Candidats      | Candidats            | Étiquette      | Voix         | %            |
| -------------- | -------------------- | -------------- | ------------ | ------------ |
|                | Jacques Rapp*        | PS             | 1 949        | 54,15        |
|                | Louisette Noël       | RPR            | 698          | 19,39        |
|                | Marianick Germain    | PRG            | 396          | 11,00        |
|                | Jacqueline Friocourt | FN             | 254          | 7,06         |
|                | Jean-Michel Gruget   | Verts          | 191          | 5,31         |
|                | Jeanne Gibrat        | PCF            | 111          | 3,08         |
|                | Pierre Sarfaty       | PS             | 0            | 0,00         |
|                |                      |                |              |              |
| Inscrits       | Inscrits             | Inscrits       | 5 689        | 100,00       |
| Abstention     | Abstention           | Abstention     | 1 861        | 32,71        |
| Votants        | Votants              | Votants        | 3 828        | 67,29        |
| Blancs et nuls | Blancs et nuls       | Blancs et nuls | 229          | 5,98         |
| Exprimés       | Exprimés             | Exprimés       | 3 599        | 94,02        |

*sortant

### Canton de Saint-Jean-d'Angély
| Candidats      | Candidats            | Étiquette      | Premier tour | Premier tour | Second tour | Second tour |
| Candidats      | Candidats            | Étiquette      | Voix         | %            | Voix        | %           |
| -------------- | -------------------- | -------------- | ------------ | ------------ | ----------- | ----------- |
|                | Claude Tarin         | PS             | 2 239        | 28,41        | 3 801       | 53,52       |
|                | Ivan Chanu de Limur* | RPR            | 1 748        | 22,18        | 3 301       | 46,48       |
|                | Jean-Claude Garen    | UDF            | 1 596        | 20,25        | Retrait     | Retrait     |
|                | Michel Chassagne     | DVD            | 802          | 10,18        |             |             |
|                | Bernard Mazouin      | Verts          | 710          | 9,01         |             |             |
|                | Jacqueline Garnier   | FN             | 499          | 6,33         |             |             |
|                | Jean Dufourg         | PCF            | 287          | 3,64         |             |             |
|                |                      |                |              |              |             |             |
| Inscrits       | Inscrits             | Inscrits       | 12 284       | 100,00       | 12 284      | 100,00      |
| Abstention     | Abstention           | Abstention     | 3 930        | 31,99        | 4 512       | 36,73       |
| Votants        | Votants              | Votants        | 8 354        | 68,01        | 7 772       | 63,27       |
| Blancs et nuls | Blancs et nuls       | Blancs et nuls | 473          | 5,66         | 670         | 8,62        |
| Exprimés       | Exprimés             | Exprimés       | 7 881        | 94,34        | 7 102       | 91,38       |

*sortant

### Canton de Saint-Martin-de-Ré
| Candidats      | Candidats        | Étiquette      | Premier tour | Premier tour | Second tour | Second tour |
| Candidats      | Candidats        | Étiquette      | Voix         | %            | Voix        | %           |
| -------------- | ---------------- | -------------- | ------------ | ------------ | ----------- | ----------- |
|                | Léon Gendre*     | RPR            | 1 801        | 34,94        | 2 351       | 51,14       |
|                | Alain Mercier    | PRG            | 1 443        | 28,00        | 2 246       | 48,86       |
|                | Paul Chaigne     | DVD            | 737          | 14,30        |             |             |
|                | Michel Erbe      | FN             | 536          | 10,40        |             |             |
|                | Claude Mosse     | Verts          | 412          | 7,99         |             |             |
|                | Raymonde Nicolic | PCF            | 225          | 4,37         |             |             |
|                |                  |                |              |              |             |             |
| Inscrits       | Inscrits         | Inscrits       | 7 343        | 100,00       | 7 343       | 100,00      |
| Abstention     | Abstention       | Abstention     | 1 938        | 26,39        | 2 362       | 32,17       |
| Votants        | Votants          | Votants        | 5 405        | 73,61        | 4 981       | 67,83       |
| Blancs et nuls | Blancs et nuls   | Blancs et nuls | 251          | 4,64         | 384         | 7,71        |
| Exprimés       | Exprimés         | Exprimés       | 5 154        | 95,36        | 4 597       | 92,29       |

*sortant

### Canton de Saint-Pierre-d'Oléron
| Candidats      | Candidats        | Étiquette      | Premier tour | Premier tour |
| Candidats      | Candidats        | Étiquette      | Voix         | %            |
| -------------- | ---------------- | -------------- | ------------ | ------------ |
|                | Jean-Paul Peyry* | DVD            | 2 968        | 53,54        |
|                | Joël Papineau    | PS             | 1 147        | 20,69        |
|                | Henri Foucaud    | FN             | 584          | 10,53        |
|                | Robert Lespagnol | PCF            | 365          | 6,58         |
|                | Paul Lienart     | Verts          | 352          | 6,35         |
|                | Lucien Nauleau   | DVD            | 128          | 2,31         |
|                |                  |                |              |              |
| Inscrits       | Inscrits         | Inscrits       | 8 430        | 100,00       |
| Abstention     | Abstention       | Abstention     | 2 612        | 30,98        |
| Votants        | Votants          | Votants        | 5 818        | 69,02        |
| Blancs et nuls | Blancs et nuls   | Blancs et nuls | 274          | 4,71         |
| Exprimés       | Exprimés         | Exprimés       | 5 544        | 95,29        |

*sortant

### Canton de Saintes-Ouest
| Candidats      | Candidats           | Étiquette      | Premier tour | Premier tour | Second tour | Second tour |
| Candidats      | Candidats           | Étiquette      | Voix         | %            | Voix        | %           |
| -------------- | ------------------- | -------------- | ------------ | ------------ | ----------- | ----------- |
|                | Alain Bougeret*     | UDF            | 2 640        | 41,05        | 3 373       | 59,78       |
|                | Jean-Marie Lonceint | PS             | 1 786        | 27,77        | 2 269       | 40,22       |
|                | Christian Couillaud | Verts          | 897          | 13,95        |             |             |
|                | Jacques Prissette   | FN             | 584          | 9,08         |             |             |
|                | Antoine Egea        | PCF            | 524          | 8,15         |             |             |
|                |                     |                |              |              |             |             |
| Inscrits       | Inscrits            | Inscrits       | 10 367       | 100,00       | 10 367      | 100,00      |
| Abstention     | Abstention          | Abstention     | 3 508        | 33,84        | 4 278       | 41,27       |
| Votants        | Votants             | Votants        | 6 859        | 66,16        | 6 089       | 58,73       |
| Blancs et nuls | Blancs et nuls      | Blancs et nuls | 428          | 6,24         | 447         | 7,34        |
| Exprimés       | Exprimés            | Exprimés       | 6 431        | 93,76        | 5 642       | 92,66       |

*sortant

### Canton de Saujon
| Candidats      | Candidats            | Étiquette      | Premier tour | Premier tour | Second tour | Second tour |
| Candidats      | Candidats            | Étiquette      | Voix         | %            | Voix        | %           |
| -------------- | -------------------- | -------------- | ------------ | ------------ | ----------- | ----------- |
|                | André Brillouet*     | RPR            | 3 153        | 45,25        | 4 134       | 64,20       |
|                | Henri-Georges Dubois | PS             | 2 044        | 29,33        | 2 305       | 35,80       |
|                | Olivier Molle        | FN             | 644          | 9,24         |             |             |
|                | Jean-Noël Priou      | Verts          | 593          | 8,51         |             |             |
|                | Jacques Guiard       | PCF            | 362          | 5,20         |             |             |
|                | Laurence Seilhean    | DVD            | 172          | 2,47         |             |             |
|                |                      |                |              |              |             |             |
| Inscrits       | Inscrits             | Inscrits       | 10 354       | 100,00       | 10 351      | 100,00      |
| Abstention     | Abstention           | Abstention     | 2 901        | 28,02        | 3 439       | 33,22       |
| Votants        | Votants              | Votants        | 7 453        | 71,98        | 6 912       | 66,78       |
| Blancs et nuls | Blancs et nuls       | Blancs et nuls | 485          | 6,51         | 473         | 6,84        |
| Exprimés       | Exprimés             | Exprimés       | 6 968        | 93,49        | 6 439       | 93,16       |

*sortant

### Canton de Surgères
| Candidats      | Candidats         | Étiquette      | Premier tour | Premier tour | Second tour | Second tour |
| Candidats      | Candidats         | Étiquette      | Voix         | %            | Voix        | %           |
| -------------- | ----------------- | -------------- | ------------ | ------------ | ----------- | ----------- |
|                | Jean-Guy Branger* | UDF            | 2 684        | 41,21        | 3 165       | 54,42       |
|                | Gérard Desprez    | DVD            | 1 276        | 19,59        | 2 636       | 45,32       |
|                | Daniel Milano     | PS             | 1 122        | 17,23        | 15          | 0,26        |
|                | Alain Belly       | PCF            | 643          | 9,87         |             |             |
|                | Herve Poisbeau    | Verts          | 449          | 6,89         |             |             |
|                | Gilbert Huignez   | FN             | 339          | 5,20         |             |             |
|                |                   |                |              |              |             |             |
| Inscrits       | Inscrits          | Inscrits       | 9 817        | 100,00       | 9 817       | 100,00      |
| Abstention     | Abstention        | Abstention     | 2 991        | 30,47        | 3 473       | 35,38       |
| Votants        | Votants           | Votants        | 6 826        | 69,53        | 6 344       | 64,62       |
| Blancs et nuls | Blancs et nuls    | Blancs et nuls | 313          | 4,59         | 528         | 8,32        |
| Exprimés       | Exprimés          | Exprimés       | 6 513        | 95,41        | 5 816       | 91,68       |

*sortant

### Canton de Tonnay-Boutonne
| Candidats      | Candidats            | Étiquette      | Premier tour | Premier tour |
| Candidats      | Candidats            | Étiquette      | Voix         | %            |
| -------------- | -------------------- | -------------- | ------------ | ------------ |
|                | Bernard Rochet*      | UDF            | 1 116        | 62,00        |
|                | Jean-Pierre Goulard  | DVD            | 219          | 12,17        |
|                | Jean-Louis Lecoeur   | Verts          | 133          | 7,39         |
|                | Jean-Pierre Bertin   | PS             | 104          | 5,78         |
|                | Jean-Marie Giraudeau | PCF            | 102          | 5,67         |
|                | Jean Delbecque       | UDF            | 83           | 4,61         |
|                | Didier Bonneau       | FN             | 43           | 2,39         |
|                |                      |                |              |              |
| Inscrits       | Inscrits             | Inscrits       | 2 392        | 100,00       |
| Abstention     | Abstention           | Abstention     | 536          | 22,41        |
| Votants        | Votants              | Votants        | 1 856        | 77,59        |
| Blancs et nuls | Blancs et nuls       | Blancs et nuls | 56           | 3,02         |
| Exprimés       | Exprimés             | Exprimés       | 1 800        | 96,98        |

*sortant